# 布雷亚
布雷亚（意大利语：Breia），是意大利北部皮埃蒙特大区韦尔切利省的一个市镇。人口188(2010年12月31日)。